# Eishockey bei den Winter-Asienspielen
Eishockey ist seit den I. Winter-Asienspielen 1986 fester Bestandteil der asiatischen Winterspiele, wobei erst seit 1996 auch Fraueneishockey im Programm der Spiele vertreten ist.
Während vorher ausschließlich auch bei den Weltmeisterschaften vertretene Mannschaften bei den Asienspielen antraten, wird insbesondere seit 1999 diese Plattform zunehmend auch für internationale Erstauftritte genutzt. So spielte 1999 bereits die mongolische Eishockeynationalmannschaft bei den Asienspielen, trat jedoch erst 2007 erstmals bei Weltmeisterschaften an.
Die Mannschaften Kuwaits (Erstteilnahme bei den Asienspielen 1999), Thailands (2003), Malaysias, Macaos (letztere nahmen jeweils 2007 erstmals an den Eishockeyturnieren der Asienspiele teil) verzichten bislang auf WM-Teilnahmen. Hongkong debütierte bei den Asienspielen 2007, hatte aber bereits 1987 erstmals an der D-Gruppe der Weltmeisterschaft teilgenommen. Die Vereinigten Arabischen Emirate starten nach ihrem Asienspiele-Debüt 2007 erstmals bei der Weltmeisterschaft 2010 in der Division III.

## Herren
| Jahr | Spiele | Austragungsort     | Gold                | Silber                  | Bronze                       |
| ---- | ------ | ------------------ | ------------------- | ----------------------- | ---------------------------- |
| 1986 | I      | Sapporo            | Volksrepublik China | Japan                   | Südkorea                     |
| 1990 | II     | Sapporo            | Volksrepublik China | Japan                   | Südkorea                     |
| 1996 | III    | Harbin             | Kasachstan          | Japan                   | Volksrepublik China          |
| 1999 | IV     | Provinz Gangwon-do | Kasachstan          | Japan                   | Volksrepublik China          |
| 2003 | V      | Präfektur Aomori   | Japan               | Kasachstan              | Volksrepublik China          |
| 2007 | VI     | Changchun          | Japan               | Kasachstan              | Südkorea                     |
| 2011 | VII    | Astana und Almaty  | Kasachstan          | Japan                   | Südkorea                     |
| 2011 | VII    | Astana und Almaty  | Kirgisistan         | Thailand                | Vereinigte Arabische Emirate |
| 2017 | VIII   | Sapporo            | Kasachstan          | Südkorea                | Japan                        |
| 2017 | VIII   | Sapporo            | Thailand            | Republik China (Taiwan) | Vereinigte Arabische Emirate |
| 2017 | VIII   | Sapporo            | Turkmenistan        | Kirgisistan             | Philippinen                  |

Anmerkung: Die kursiv geschriebenen Teams erhielten keine Medaille, da sie in den unterklassigen Divisionen spielten.

### Medaillenspiegel
| Rang | Mannschaft          | Gold | Silber | Bronze | Gesamt |
| ---- | ------------------- | ---- | ------ | ------ | ------ |
| 1    | Kasachstan          | 4    | 2      | –      | 6      |
| 2    | Japan               | 2    | 5      | 1      | 8      |
| 3    | Volksrepublik China | 2    | –      | 3      | 5      |
| 4    | Südkorea            | –    | 1      | 4      | 5      |

### Teilnahmen und Erfolge
| Nation                        | 1986 | 1990 | 1996 | 1999 | 2003 | 2007 | 2011 | 2017 | Teilnahmen |
| ----------------------------- | ---- | ---- | ---- | ---- | ---- | ---- | ---- | ---- | ---------- |
| Bahrain                       | –    | –    | –    | –    | –    | –    | 127  | –    | 1          |
| Volksrepublik China           | 1    | 1    | 3    | 3    | 3    | 4    | 4    | 4    | 8          |
| Republik China (Taiwan)       | –    | –    | –    | –    | –    | –    | 5    | 62   | 2          |
| Hongkong                      | –    | –    | –    | –    | –    | 10   | –    | 95   | 2          |
| Indonesien                    | –    | –    | –    | –    | –    | –    | –    | 188  | 1          |
| Iran                          | –    | –    | –    | –    | –    | –    | –    | DQ   | –          |
| Japan                         | 2    | 2    | 2    | 2    | 1    | 1    | 2    | 3    | 8          |
| Kasachstan                    | –    | –    | 1    | 1    | 2    | 2    | 1    | 1    | 6          |
| Katar                         | –    | –    | –    | –    | –    | –    | –    | 177  | 1          |
| Kirgisistan                   | –    | –    | –    | –    | –    | –    | 61   | 122  | 2          |
| Kuwait ( Athleten aus Kuwait) | –    | –    | –    | 6    | –    | 7    | 116  | 166  | 4          |
| Macau                         | –    | –    | –    | –    | –    | 11   | –    | 144  | 2          |
| Malaysia                      | –    | –    | –    | –    | –    | 8    | 105  | 155  | 3          |
| Mongolei                      | –    | –    | –    | 5    | 6    | –    | 94   | 84   | 4          |
| Nordkorea                     | 4    | 4    | –    | –    | –    | 5    | –    | –    | 3          |
| Philippinen                   | –    | –    | –    | –    | –    | –    | –    | 133  | 1          |
| Singapur                      | –    | –    | –    | –    | –    | –    | –    | 106  | 1          |
| Südkorea                      | 3    | 3    | 4    | 4    | 4    | 3    | 3    | 2    | 8          |
| Thailand                      | –    | –    | –    | –    | 5    | 9    | 72   | 51   | 4          |
| Turkmenistan                  | –    | –    | –    | –    | –    | –    | –    | 111  | 1          |
| Vereinigte Arabische Emirate  | –    | –    | –    | –    | –    | 6    | 83   | 73   | 3          |
| Anzahl Teilnehmer             | 4    | 4    | 4    | 6    | 6    | 11   | 12   | 18   | 20         |

Anmerkung: Die hochgestellten Zahlen geben zusätzlich die Platzierung innerhalb der Division an, da ab dem Jahr 2011 mindestens zwei Runden in zwei voneinander unabhängigen Turnieren ausgespielt wurden. Die fetten hochgestellten Zahlen geben das Ergebnis der Division I wieder (ab 2011), die kursiven das der Division II (ab 2017).

## Frauen
| Jahr | Spiele | Austragungsort     | Gold                | Silber              | Bronze              |
| ---- | ------ | ------------------ | ------------------- | ------------------- | ------------------- |
| 1996 | III    | Harbin             | Volksrepublik China | Japan               | Kasachstan          |
| 1999 | IV     | Provinz Gangwon-do | Volksrepublik China | Japan               | Kasachstan          |
| 2003 | V      | Präfektur Aomori   | Kasachstan          | Japan               | Volksrepublik China |
| 2007 | VI     | Changchun          | Kasachstan          | Japan               | Volksrepublik China |
| 2011 | VII    | Astana und Almaty  | Kasachstan          | Japan               | Volksrepublik China |
| 2017 | VIII   | Sapporo            | Japan               | Volksrepublik China | Kasachstan          |

### Medaillenspiegel
| Rang | Mannschaft          | Gold | Silber | Bronze | Gesamt |
| ---- | ------------------- | ---- | ------ | ------ | ------ |
| 1    | Kasachstan          | 3    | –      | 3      | 6      |
| 2    | Volksrepublik China | 2    | 1      | 3      | 6      |
| 3    | Japan               | 1    | 5      | –      | 6      |

### Teilnahmen und Erfolge
| Nation              | 1996 | 1999 | 2003 | 2007 | 2011 | 2017 | Teilnahmen |
| ------------------- | ---- | ---- | ---- | ---- | ---- | ---- | ---------- |
| Volksrepublik China | 1    | 1    | 3    | 3    | 3    | 2    | 6          |
| Hongkong            | –    | –    | –    | –    | –    | 6    | 1          |
| Japan               | 2    | 2    | 2    | 2    | 2    | 1    | 6          |
| Kasachstan          | 3    | 3    | 1    | 1    | 1    | 3    | 6          |
| Nordkorea           | –    | –    | 4    | 4    | 4    | –    | 3          |
| Südkorea            | –    | 4    | 5    | 5    | 5    | 4    | 5          |
| Thailand            | –    | –    | –    | –    | –    | 5    | 1          |
|                     |      |      |      |      |      |      |            |
| Anzahl Teilnehmer   | 3    | 4    | 5    | 5    | 5    | 6    |            |